# Máximo Laguna y Villanueva
Máximo Laguna y Villanueva (Santa Cruz de Mudela,  Ciudad Real, 2 de diciembre de 1826-Santa Cruz de Mudela, 3 de enero de 1902) fue un ingeniero de montes, botánico y entomólogo español.

## Biografía
Hijo de Andrés Laguna Maestre, natural de Santa Cruz de Mudela, y de Ana María Villanueva Fernández del Campo, nacida en Xalapa, México. Tuvo un hermano, Cirilo (1825-1902). Nacido en la localidad ciudadrealeña de Santa Cruz de Mudela el  2 de diciembre de 1826, recibió su primera formación en su pueblo natal, e hizo la enseñanza media en el Colegio de los Padres Escolapios de Getafe, Madrid. 
Estudió en la reciente Escuela Especial de Montes, donde hizo su examen de ingreso en octubre de 1847; inició los estudios en enero de 1848. Se graduó en 1851 en los primeros puestos junto con Joaquín María de Madariaga y Ugarte (1823-1885) y Francisco García Martino (1828-1890). Fue alumno de Agustín Pascual González y de Miguel Bosch.
Uno de sus primeros trabajos fue reconocer junto con el citado Madariaga el efecto pernicioso de los humos de las minas de Río Tinto (Huelva) sobre la vegetación forestal, las propiedades y la salud locales, por lo que obtuvo un importante reconocimiento por las autoridades públicas. Dominó el latín, el alemán, el inglés y el italiano, y sostuvo contactos con sus botánicos contemporáneos, entre otros, Heinrich Moritz Willkomm (1821-1895), Johan Martin Christian Lange (1818-1898), Pierre Edmond Boissier (1810-1885), Miguel Colmeiro y Penido (1816-1901), Mariano del Amo y Mora (1809-1896), Blas de Lázaro e Ibiza (1858-1921) y Carlos Pau Español (1857-1937). 
Participó en polémicas científicas defendiendo el naturalismo forestal. Fueron particularmente interesantes las sostenidas sobre el origen de las estepas (natural o antrópico), sobre la división natural de la península ibérica (Willkomm) o sobre el darwinismo. Si bien elogia a Charles Darwin como naturalista, aceptó la teoría de la evolución a baja escala (solamente a nivel de especie, pero no de género). Considera a Carlos Linneo un predarwinista y no acepta el darwinismo a ultranza, en lo que se muestra contrario a Blas Lázaro. 
En plena época de desamortizaciones, propugnó el naturalismo forestal, que hereda el espíritu de los biogeógrafos de la Ilustración (Cavanilles, Ponz, etc.) e impulsa la necesidad de corregir las malas prácticas agroforestales primando criterios de conservación forestal (antecediéndolos, en caso necesario, a los de explotación). Es el principal antecedente del conservacionismo y de las teorías de la sostenibilidad.
Estuvo en Sajonia con una beca durante tres años (Reales Órdenes de 18.05.1853 y 24.07.1856), en Schandau, Dresde y la Academia Forestal de Tharandt. 
Fue propuesto el 9 de diciembre de 1852 por el director de la Escuela Especial de Montes junto a Joaquín de Madariaga y Luis Bengoechea. Allí se empapó de las doctrinas de Heinrich Cotta y aprendió un buen alemán. Fue nombrado vocal de la Junta Facultativa/Consultiva de Montes. Sus primeros trabajos fueron reconocer los montes de Sierra Bullones (Ceuta), los pinares de la sierra de Guadarrama, el hayedo de Riofrío de Riaza y los montes de Cuenca. 
Fue profesor de la Escuela de Montes (R.O. 13.09.1856; R.O. 30.05.1862) y profesor (1855-1867) de Botánica, Silvicultura, Zoología, Economía y Derecho Administrativo. También fue catedrático de Botánica (1855-1867). 
Visitó en Austria la Escuela Real e Imperial de Mariabrunn y en Rusia el Instituto Forestal de San Petersburgo y la Escuela de Prácticas de Yissina, publicando una Memoria de estos viajes de estudio. 
Estuvo al frente de la Escuela de Montes y presidió la Comisión de Traslado e Instalación de la Escuela de Montes en El Escorial. Después fue el director de la Escuela Especial de Ingenieros de Montes en El Escorial (R.O. 22.09.1871, De 13.10.1871 a 30.07.1872; R.O. 14.03.1877, hasta 12.11.1878). Fue nombrado jefe de la Comisión de la Flora Forestal Española (1866-1888) esta comisión tenía por funciones describir y hacer el mapa de la flora leñosa española, y entre sus subcomisiones tuvo la Comisión del Mapa Forestal Español (1868-1887), dirigida por Francisco García Martino y la Comisión de la Flora y Estadística Forestal de las Islas Filipinas (1876-1886).); En el cargo tuvo por colaboradores principales a Pedro de Ávila y Zumarán y a Justo Salinas Salazar (1844-1890) y, más brevemente, a Luis Gómez Yuste y Sebastián Vidal. En la Sección para el estudio micrográfico del sistema leñoso de las especies forestales españolas (entre 1880 y 87, y luego independiente entre 1887 y 95) tuvo como principal colaborador a  Joaquím Castellarnau y Lleopart. Renunció a emolumentos como jefe de la CFFE, pero una orden le obligó a percibirlos (Orden de la Regencia de 14.IX-1869); sin embargo se le exoneró de los mismos (Orden de la Regencia de 17-IX-1870). Fruto de estos trabajos son las Memorias o Resúmenes de los trabajos verificados por la CFFE durante los años 1867, 1868, 1869 y 1870 (editados en 1870-72 por orden de la Regencia). 
Su obra maestra es la Flora forestal española, inspirada en la obra de Mathieu Flore forestière (1859). Fue impresa en 2 tomos (1883-1890) y recibió los elogios de los botánicos H.M. Willkomm y Blas Lázaro e Ibiza. 
Recibió un premio en la Exposición Universal de Barcelona. 
Benjamín Máximo Laguna fue vocal de la Comisión Honorífica y Gratuita para el estudio de la Fauna Entomológica de la Península (Real Orden 14-IV-1887). Publicó trabajos sobre las agallas que producen los insectos sobre diversas especies forestales La Flora Forestal Española y muchos de sus artículos contienen numerosas reseñas entomológicas. Escribió alrededor de ochenta obras entre libros, discursos, informes editados y artículos técnicos y científicos, publicados en su mayoría en Revista Forestal, Económica y Agrícola (1868-1875), Revista de Montes (1877-1926) y Anales y Boletín de la Sociedad Española de Historia Natural. 
Hizo importantes contribuciones al conocimiento de las especies arbóreas, en particular de las coníferas y quercíneas, e hizo frecuentes disertaciones sobre temas botánicos novedosos o aspectos poco conocidos de la ciencia vegetal. Se le atribuyen además artículos anónimos, sobre todo como notas de la redacción de las revistas forestales (por ejemplo, elogios de la obra de Willkomm en Revista de Montes, 19: 505-507, 1895). Aunque no visitó Filipinas, sus discípulos (Jordana, Vidal, Cerón) le remiten pliegos botánicos para su determinación: "Quercus jordanae M. Laguna" in Rev. Forest. Econom. Agric.: 265 (1875). Revisa colecciones preexistentes (p. ej., helechos recolectados por el ingeniero de minas Isidro Sainz de Baranda en 1842): 100 helechos de Filipinas. Hace de revisor e intermediario entre los especialistas desplazados a Filipinas y el Real Jardín Botánico de Kew. 
A la muerte de Sebastián Vidal, en 1889, continuará la clasificación de las plantas aún no identificadas (560 especies) o incorporadas al Herbario General de la "Comisión de la Flora Forestal Filipina" (otras 500 especies); el herbario, posteriormente acrecentado hasta 8000 pliegos, es propiedad del Patrimonio Nacional y se conserva en el Real Jardín Botánico de Madrid. Se jubiló el seis de julio de 1889. Permanece en Madrid y prosigue su labor como botánico (publicaciones, discursos, flora filipina). 
El Cuerpo de Ingenieros de Montes edita en su honor en 1891 el libro Montes y Plantas, donde figuran muchos de sus trabajos. Transfiere parte de su herbario y libros a jóvenes botánicos (p. ej., su colección criptogámica a Blas de Lázaro e Ibiza). Viaja regularmente a Santa Cruz de Mudela en verano y navidades; convive con su hermano Cirilo y sus sobrinos Benito y María del Rosario. 
Falleció en su localidad natal el 3 o 4 de enero de 1902. Muere soltero y sin descendientes; sus dos sobrinos, únicos herederos de sus bienes, también fallecerán sin descendencia, en 1911 y 1929. La mayoría de su legado científico (cartas, herbario, etc.) se quemó durante el incendio de la Escuela de Montes de Madrid en 1936.
Máximo Laguna es el más conocido botánico español de la segunda mitad del siglo XIX, el fundador de la escuela botánica forestal española, mantenida en la Escuela Técnica Superior de Ingenieros de Montes. Es uno de los principales formadores e inspiradores del naturalismo forestal, base del regeneracionismo de finales del siglo XIX y principios del siglo XX, y de los actuales movimientos de conservación de la naturaleza. Sus escritos traducen también otros dos rasgos sobresalientes: la pasión por la buena literatura y la buena y concisa escritura, y su capacidad de sentir la naturaleza, de gozar con su contemplación y de erigirla en la maestra por antonomasia del saber naturalista.

## Honores
Fue socio desde 1872 de la Real Sociedad Española de Historia Natural, su tesorero en 1881 y 1892 y su presidente en 1882 y 1893. Fue académico de número de la Real Academia de Ciencias Exactas, Físicas y Naturales elegido el 17 de junio de 1877, habiendo solicitado la Academia su ingreso el 25 de noviembre de 1874. Contestó su discurso Mariano de la Paz Graells, principal entomólogo español y director del Real Jardín Botánico de Madrid. Laguna elaboró el discurso de contestación a Blas Lázaro e Ibiza. Máximo fue presidente de la Sección de Ciencias Naturales y mantuvo una estrecha amistad con el ministro de Fomento y presidente de la Academia, José de Echegaray. Apoyó la creación de la Sociedad Linneana Matritense (1878) por Blas Lázaro e Ibiza y Tomás Andrés y Tubilla y fue nombrado socio honorario de la misma. 
Y también fue nombrado caballero gran cruz de la Orden de Isabel la Católica (marzo de 1882) y comendador de la Orden de Carlos III.

### Eponimia
- Una escuela en su ciudad nativa.
- 1997: “Arboretum Máximo Laguna”. En la sierra de Guadarrama, conmemorando el Día Internacional de los Bosques.

## Obra
- Memoria de reconocimiento de los montes de Sierra Bullones, pertenecientes a España, 1861 (coautor con Luis Satorras)
- Memoria de reconocimiento de la Sierra de Guadarrama, bajo el punto de vista de la repoblación de sus montes, 1864
- Excursión forestal por los imperios de Austria y Rusia, 1866 (en ese viaje le acompañó Agustín Pascual González)
- Resúmenes de los trabajos verificados por la Comisión de la Flora Forestal Española, 1871
- Memoria de reconocimiento de los montes de Sierra Bullones, pertenecientes a España, 1877
- Plantas criptógamas: su importancia en la agricultura, 1880
- Tratado sobre flora forestal española. Parte I, en 1884, y Parte lI, en 1890 (en este trabajo le ayudaron los también ingenieros Pedro Ávila y Justo Salinas)
- La abreviatura «Laguna» se emplea para indicar a Máximo Laguna y Villanueva como autoridad en la descripción y clasificación científica de los vegetales.[8]